# Marienborn (Denkmal)

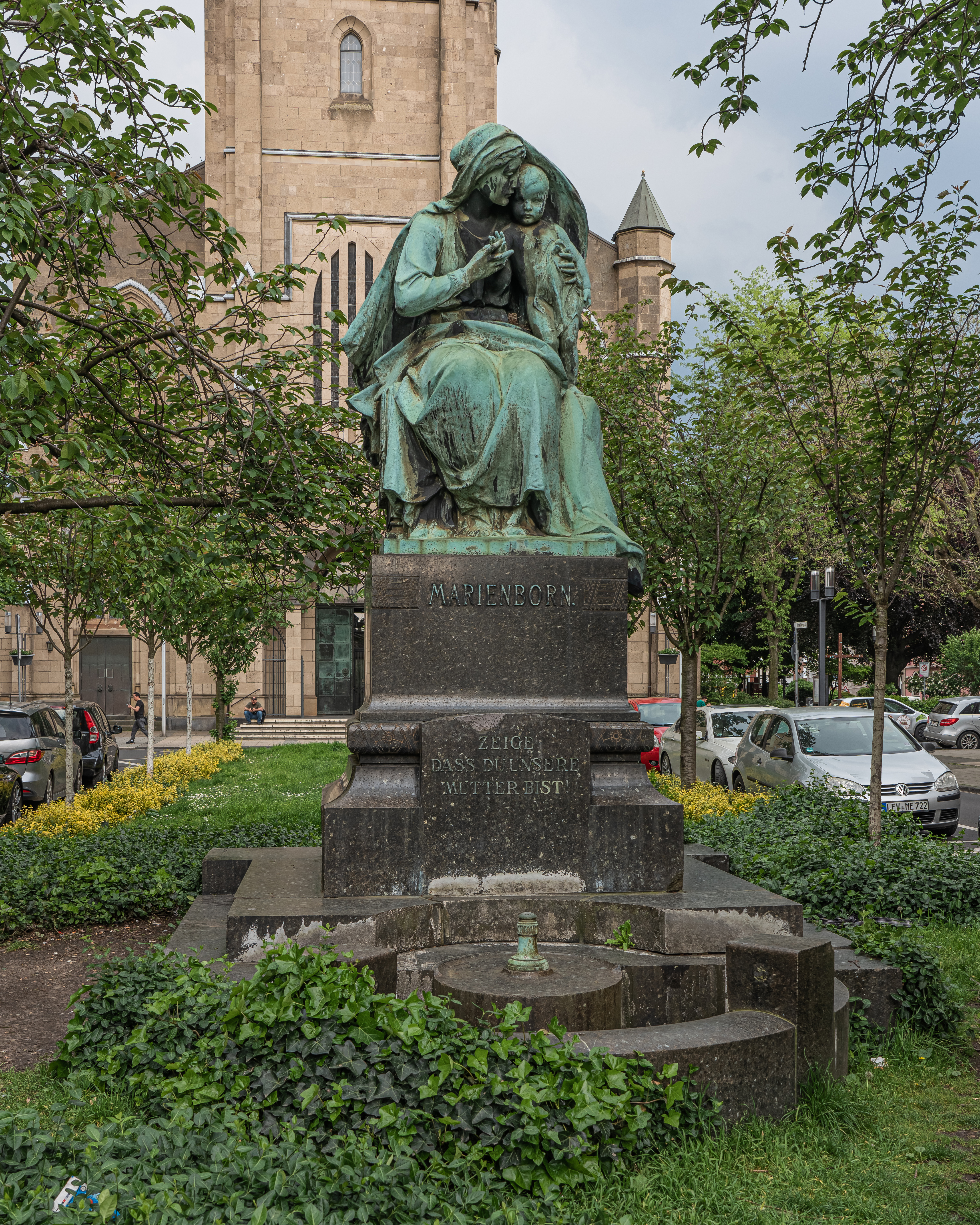
Ansicht des Marienborns (im Hintergrund ist die Pfarrkirche St. Marien zu sehen)

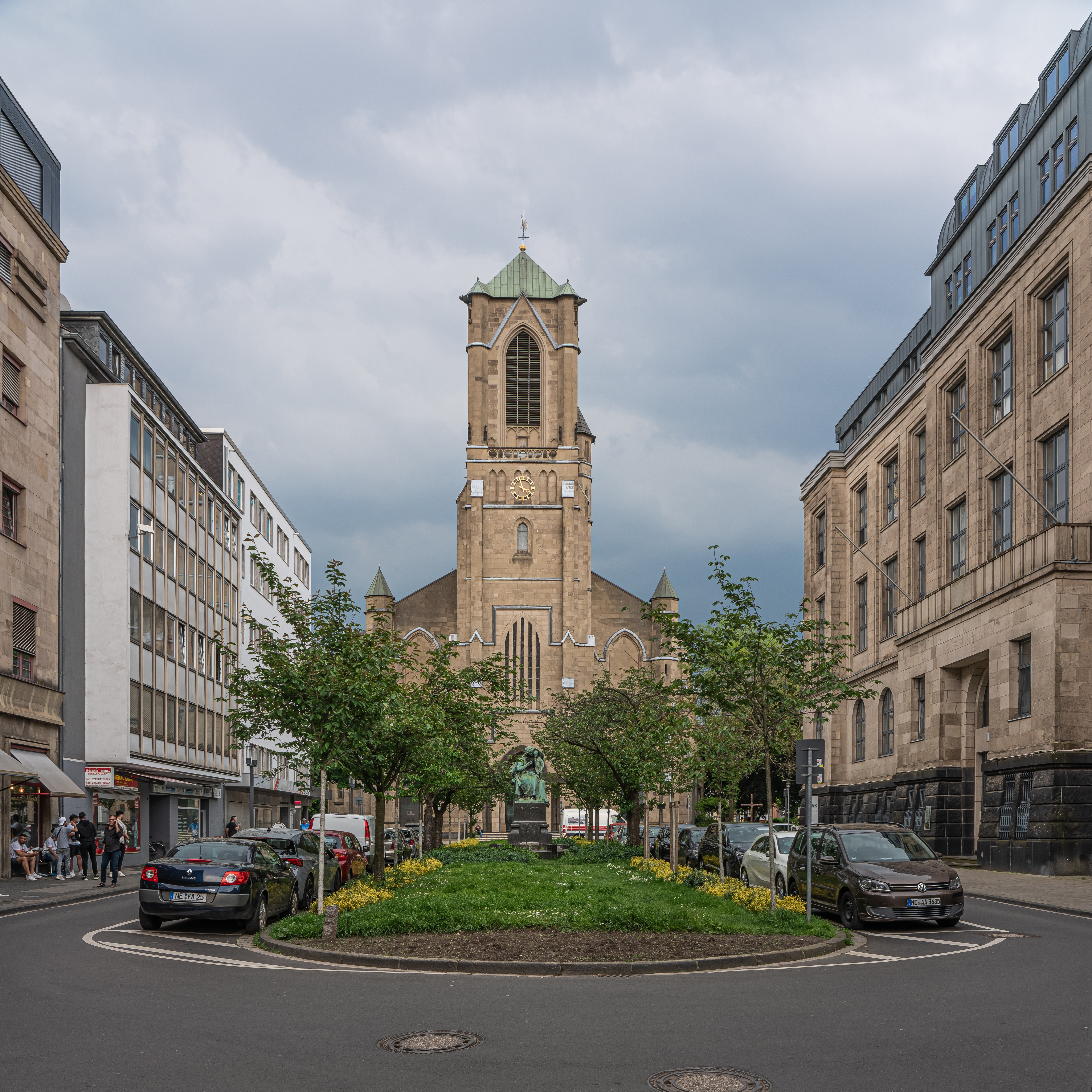
Das Marienborn als zentraler Punkt des Marienkirchplatzes

Das Marienborn ist ein Mariendenkmal vor dem Westportal der Marienkirche in Neuss.

## Geschichte
Das am 4. November 1906 von Anton Fischer eingeweihte Mariendenkmal sollte den Mittelpunkt des neu angelegten Platzes vor der 1902 fertiggestellten zweiten Kirche der Neusser Innenstadt bilden. Das allein durch Spenden aus der Bevölkerung finanzierte Denkmal wurde von Joseph Hammerschmidt geschaffen. Während des Zweiten Weltkrieges wurde durch den Einsatz des Marienpfarrers Prälat Adolf Colling bei Oberbürgermeister Dr. Tödtmann verhindert, dass das Marienborn zu Rüstungszwecken eingeschmolzen wurde. Bei der Bombardierung des benachbarten Rheinland-Hauses wurde eine so große Druckwelle ausgelöst, dass die Marienfigur verschoben wurde, jedoch auf ihrem Sockel stehen blieb.
Die Eintragung in die Denkmalliste der Stadt Neuss erfolgte 2005. Im Jahre 2006 feierte die Kirchengemeinde 100 Jahre Marienborn und ließ, wieder durch Spenden, das Denkmal, insbesondere die Brunnenanlage, generalüberholen. Bei einem im Rahmen dieser Festlichkeiten gefeiertem Hochamt zelebrierte der damalige Kölner Weihbischof Woelki.

## Bedeutung
In dem Eintrag der Denkmalliste der Stadt Neuss wird das Denkmal als erhaltenswert aus wissenschaftlichen, künstlerischen und städtebaulichen Gründen eingestuft. Das Denkmal ist prägend für den Kirchenvorplatz und wurde als eines der besten Werke von Joseph Hammerschmidt gewürdigt.

## Beschreibung

### Inschrift
MARIENBORN.
ZEIGE
DASS DU UNSERE
MUTTER BIST!

### Material
Der gestufte Sockel des Denkmals besteht aus poliertem norwegischen Labradorstein. Auf ihm sitzt die Muttergottes, die in ihren schützenden Armen das Gotteskind hält. Die Gottesmutter wurde von Kracht und Wiehe in Düsseldorf aus Bronze gegossen. Neben Maria ist auch ein kleiner Brunnen in den Sockel integriert.